# Isidro F. Aguillo
Isidro Francisco Aguillo Caño (Haro, La Rioja, España, 29 de enero de 1963) es un científico español, especializado en cibermetría, cienciometría web y evaluación digital de la actividad científica. Es conocido principalmente por haber fundado el Ranking Web de Universidades (Webometrics), uno de los principales referentes mundiales de medición de la visibilidad científica en internet.

## Biografía y formación
Isidro F. Aguillo nació en la localidad riojana de Haro. Se licenció en Biología en la Universidad Complutense de Madrid y posteriormente cursó un Máster en Información y Documentación en la Universidad Carlos III de Madrid, además de obtener el Diploma de Estudios Avanzados (DEA) en la Universidad de Granada. Su formación interdisciplinaria en ciencias biológicas e información científica lo llevó a convertirse en un pionero de la evaluación científica digital.
Realizó estancias académicas en el extranjero, incluyendo una Metcalf Visitor Professor Fellowship en la Universidad de Nueva Gales del Sur (Sídney, Australia) y en la Oficina Española de Ciencia y Tecnología (SOST) en Bruselas (Bélgica), adscrito al CSIC.

## Trayectoria científica
Aguillo ha desarrollado su carrera en el Consejo Superior de Investigaciones Científicas (CSIC), donde actualmente es vicedirector técnico del Instituto de Políticas y Bienes Públicos (IPP). Fundó y dirige el Laboratorio de Cibermetría, un grupo de investigación pionero en el estudio de la presencia e impacto de la ciencia en la web.
Desde 2004 edita el Ranking Web de Universidades, conocido como Webometrics, una clasificación global de universidades basada en su visibilidad e impacto en la web. Este ranking ha alcanzado más de 90 millones de visitantes acumulados y es utilizado como herramienta para mejorar la comunicación científica digital de las instituciones académicas.
También fue fundador y editor de la revista electrónica Cybermetrics (1997–2015), la primera revista académica electrónica del CSIC.
Ha impartido más de 400 conferencias y seminarios en más de 120 universidades y congresos internacionales, consolidando su papel como referente en el campo de la cibermetría y la cienciometría.

## Publicaciones destacadas
- Aguillo, I., Bar-Ilan, J., Levene, M., & Ortega, J. (2010). Comparing university rankings. Scientometrics, 85(1), 243–256. https://doi.org/10.1007/s11192-010-0190-z
- Aguillo, I. F. (2012). Is Google Scholar useful for bibliometrics? A webometric analysis. Scientometrics, 91(2), 343–351. https://doi.org/10.1007/s11192-011-0582-8
- Aguillo, I. F., Ortega, J. L., & Fernández, M. (2008). Webometric ranking of world universities: Introduction, methodology, and future developments. Higher Education in Europe, 33(2–3), 233–244. https://doi.org/10.1080/03797720802254031
- Aguillo, I. F., Granadino, B., Ortega, J. L., & Prieto, J. A. (2006). Scientific research activity and communication measured with cybermetrics indicators. Journal of the American Society for Information Science and Technology, 57(9), 1269–1279. https://doi.org/10.1002/asi.20433

Entre sus libros y coautorías destacan:
- Más Bleda, A. & Aguillo Caño, I. F. (2015). La web social como nuevo medio de comunicación y evaluación científica. Universitat Oberta de Catalunya (UOC). ISBN 978-84-9064-922-0.
- Orduña Malea, E. & Aguillo Caño, I. F. (2014). Cibermetría: midiendo el espacio red. Universitat Oberta de Catalunya (UOC). ISBN 978-84-9064-233-7.

## Reconocimientos
- Doctor Honoris Causa por la Universidad de Indonesia (2009)[5]
- Doctor Honoris Causa por la Universidad Nacional de Investigación Nuclear MEPhI, Moscú (2015)[6]
- Medalla honorífica del IREG Observatory on Academic Ranking and Excellence (2020)[7]
- Personalidad del Año de la revista Information World en Español (1996)
- Cruz del Mérito Militar (1989)
- Incluido desde 2020 en el Ranking de Stanford de los científicos más citados del mundo[8]